# Telchinia uvui
Telchinia uvui is een vlinder uit de familie van de Nymphalidae. De wetenschappelijke naam van de soort is voor het eerst gepubliceerd in 1890 door Henley Grose-Smith.

## Verspreiding
De soort komt voor in de lagergelegen bergbossen van Nigeria, Kameroen, Congo-Kinshasa, Oeganda, Kenia, Rwanda, Burundi, Tanzania en Angola.

## Waardplanten
De rups leeft op diverse soorten van de kaasjeskruidfamilie (Malvaceae) t.w. Sparrmannia ricinocarpa, Triumfetta brachycerus, Triumfetta rhomboidea en soorten van het geslacht Hibiscus.

## Ondersoorten
- Telchinia uvui uvui (Grose-Smith, 1890) (Oost-Congo-Kinshasa, Oeganda, West- en Centraal-Kenia, Rwanda, Burundi, Noord-Tanzania)
  - = Acraea minima Holland, 1892
- Telchinia uvui balina (Karsch, 1892) (Nigeria, Kameroen en de hooglanden van Angola)
  - = Acraea balina Karsch, 1892